# Hjärnkorall
Hjärnkorall (Trachyphyllia geoffroyi) är en saltvattenslevande art i familjen Trachyphylliidae av ordningen stenkoraller som först beskrevs av Jean Victor Audouin 1826. IUCN kategoriserar arten globalt som nära hotad. Inga underarter finns listade i Catalogue of Life.